# Frangepán Duim
Frangepán II. Duim (horvátul: Dujam II. Frankopan) (? – 1317) horvát főúr a 13–14. század fordulóján, a később Frangepán néven ismert család egyik korai tagja. Veglia (Krk), Modrus és Zengg grófjaként (comes) tartományúri hatalmat épített ki az Adriai-tenger nyugati partvidékén.

## Élete
Duim Frangepán II. Frigyes vegliai gróf egyetlen fiaként született valamikor 1279 előtt. Első említése 1279-ben IV. László király egyik oklevelében történt, amellyel a horvát-magyar király megerősíti Veglia grófjait Modrus és Vinodol birtokában. Duim a család többi tagjával együtt támogatta a Babonić családot a Kőszegi családdal történt konfliktusban egészen azok 1280-as Ozaly alatti kibékülésig. Apja halála, 1288 után ő lett Veglia és a környező területek ura. 
Duim már 1290-től támogatta Anjou Károly, majd fia, Martell Károly magyarországi trónigényét. 1291-ben és 1300-ban II. Károly nápolyi király egyik híveként Nápolyba utazott, hogy rábírja, küldje unokáját, Károly Róbertet Magyarországra a korona átvételére, Károly pedig cserében megerősítette őt Modruš, Vinodol és Gatan megye birtokában Otocsán városával, valamint a Zengg városa feletti uralmában. 1300-ban személyesen kísérte el Károly Róbertet Magyarországra. Augusztusban érkeztek Spalatóba, ahol a város ura Šubić Pál köszöntötte őket. Ezután Zágrábba mentek, ahol Csák Ugrin bán hűséget esküdött a hercegnek. 
Unokatestvérétől Frangepán III. Jánostól megörökölte az általa állandó tulajdonának tekintett Zengg knyázi tisztét, majd unokatestvérével, Lénárddal 1297-ben városfalain kívül ferences kolostort és Szent Péter tiszteletére templomot építtetett. Zengg népe 1302-ben hivatalosan is knyáznak kiáltotta ki. Lénárd halála után 1308 második felében ő lett a vegliai grófok Vid ágának legidősebbje. Ebben az évben a pápa és Nápoly támogatásával velenceiek oldalán harcolt Ferrara ellen. Később a Lénárd lánya, Genevri miatt vitába keveredett a velenceiekkel, akit akarata ellenére próbált Magyarországon férjhez adni. Ebben azonban a dózse, akinek Genevri szintén az unokahúga volt megakadályozta, és miután Velencébe távozott maga fogadta örökbe. Végül Pietro Gradenigo dózse támogatásának köszönhetően Duim a dózsétól tanácsosi pozíciót és fegyverviselési jogot kapott. Ezzel a velencei főúri ranglétra legtetejére került. Annak, hogy sikerült megőriznie jelentős és aktív szerepét Velencében, részben az is az oka, hogy ingatlanügyei és a kereskedelemben betöltött szerepe miatt személyesen is kötődött a városhoz. A későbbi vegliai grófok már egyre távolabb kerültek Velencétől.
1310-ben fiával együtt támogatta Károly Róbertet a tartományurak ellen megkezdett harcában. 1311-től fiával, III. Frigyessel együtt Pozsega vármegye főispánja lett. 1315-ben Zengg örökös urainak címét viselték, 1316-ban pedig a király Otocsán városával együtt Duimot megerősítette a Gatán megye birtokában. Duim 1317-ben halt meg. Örököse, fia Frigyes lett, aki sikeresen elkerülte a királlyal a konfliktusokat, aki 1323-ra minden oligarchát legyőzött.